# Берн, Роджер
Ро́джер Уи́льям Берн (англ. Roger William Byrne; 8 февраля 1929, Манчестер, Англия — 6 февраля 1958, Мюнхен, ФРГ) — английский футболист, крайний защитник. Выступал за футбольный клуб «Манчестер Юнайтед» и сборную Англии по футболу. Один из восьмерых футболистов «Манчестер Юнайтед», погибших 6 февраля 1958 года во время авиакатастрофы в Мюнхене.

## Клубная карьера
Уроженец Гортона (Манчестер), Роджер начал футбольную карьеру в детской футбольной команде «Райдер Броу Бойз». Там его заметил скаут «Манчестер Юнайтед» Джо Армстронг, пригласивший выступать за молодёжную команду клуба. В марте 1949 года Берн стал игроком «Манчестер Юнайтед». Первые два сезона выступал за молодёжную и резервную команды «Юнайтед», а 24 ноября 1951 года дебютировал в основном составе в матче Первого дивизиона, выйдя на позиции левого защитника в игре против «Ливерпуля».
С 1955 по 1958 год был капитаном «Манчестер Юнайтед» в знаменитую эпоху «малышей Басби». В первые сезоны главный тренер «Юнайтед» Мэтт Басби использовал Берна как на позиции левого крайнего защитника, так и на позиции крайнего полузащитника. В частности, в чемпионском сезоне 1951/52 Берн часто играл за позиции «11» номера, отличившись семью забитыми голами в рамках чемпионата. Однако после осени 1952 года Берн закрепил за собой позицию левого крайнего защитника.
Берн не считался технически изощрённым футболистом, однако его отличала высокая работоспособность и футбольное чутьё, позволявшее ему «читать игру» и правильно выбирать позицию, своевременно предотвращая атакующие порывы противника. Кроме того, он любил делать забегания вперёд, подключаясь к атакам команды, что отличало его от большинства крайних защитников того времени, которые обычно просто оборонялись, почти не переходя на чужую половину поля. Берн также отличался харизмой, способностью воодушевлять и вести за собой игроков.
Берн стал чемпионом Первого дивизиона в сезонах 1951/52, 1955/56 и 1956/57 и дошёл до финала Кубка Англии в 1957 году, в котором «Юнайтед» уступил «Астон Вилле» (во многом из-за травмы вратаря Рэя Вуда).
С 1954 года Берн начал выступать за сборную Англии, вскоре став игроком основного состава. Ожидалось, что он будет капитаном сборной Англии на чемпионате мира 1958 года.
Берну было 28 лет, когда он погиб в мюнхенской авиакатастрофе. Он так и не узнал, что его жена Джой ждала от него первого ребёнка. Спустя восемь месяцев после гибели футболиста у него родился сын, которого также назвали Роджером в память об отце.

## Карьера в сборной
Роджер Берн провёл за сборную Англии 33 матча c 1954 по 1957 год.

## Достижения
Манчестер Юнайтед
- Чемпион Первого дивизиона (3): 1951/52, 1955/56, 1956/57
- Обладатель Суперкубка Англии (3): 1952, 1956, 1957
- Итого: 6 трофеев

## Статистика выступлений
| Клуб              | Сезон            | Лига | Лига | Кубок Англии | Кубок Англии | Кубок чемпионов | Кубок чемпионов | Прочие | Прочие | Итого | Итого |
| Клуб              | Сезон            | Игры | Голы | Игры         | Голы         | Игры            | Голы            | Игры   | Голы   | Игры  | Голы  |
| ----------------- | ---------------- | ---- | ---- | ------------ | ------------ | --------------- | --------------- | ------ | ------ | ----- | ----- |
| Манчестер Юнайтед | 1951/52          | 24   | 7    | 1            | 0            | -               | -               | 0      | 0      | 25    | 7     |
| Манчестер Юнайтед | 1952/53          | 40   | 2    | 4            | 1            | -               | -               | 3      | 1      | 47    | 4     |
| Манчестер Юнайтед | 1953/54          | 41   | 3    | 1            | 0            | -               | -               | 0      | 0      | 42    | 3     |
| Манчестер Юнайтед | 1954/55          | 39   | 2    | 3            | 0            | -               | -               | 0      | 0      | 42    | 2     |
| Манчестер Юнайтед | 1955/56          | 39   | 3    | 1            | 0            | -               | -               | 0      | 0      | 40    | 3     |
| Манчестер Юнайтед | 1956/57          | 36   | 0    | 6            | 1            | 8               | 0               | 1      | 0      | 51    | 1     |
| Манчестер Юнайтед | 1957/58          | 26   | 0    | 2            | 0            | 6               | 0               | 1      | 0      | 35    | 0     |
| Всего за карьеру  | Всего за карьеру | 245  | 17   | 18           | 2            | 14              | 0               | 5      | 1      | 282   | 20    |

## Память
В 1958 году честь Роджера Берна был назван домашний стадион южноавстралийской футбольной команды Northern Demons — Byrne Park.